# Florian Hoffmann (Synchronsprecher)
Florian Hoffmann (* 1978 in Frankfurt am Main) ist ein deutscher Schauspieler und Synchronsprecher.

## Leben
Als Synchronsprecher lieh er Justin Long, Ian Somerhalder und Christopher Andrews seine Stimme. Er lieh Jax Novoa aus der Serie Emma, einfach magisch! und Grille aus Schwein Ziege Banane Grille ihre Stimme. In den Anime Serien Dragonball Z Kai und Dragon Ball Super ist er als Vegeta zu hören.

## Sprechrollen (Auswahl)

### Serien
- 2014–2015: Emma, einfach magisch!
- 2015–2017: Schwein Ziege Banane Grille
- 2015–2022: The Last Kingdom
- 2016–2018: Marseille
- 2017–2018: Six
- seit 2017: Tarzan & Jane
- 2017–2022: The Walking Dead
- 2017: The Babysitter
- 2020: Messiah
- 2020: Der Aufstieg von Weltreichen: Das osmanische Reich
- 2021: Die geheime Benedict-Gesellschaft
- 2021: What If…?
- 2023: Criminal Minds

### Filme
- 2013: Justin Bieber’s Believe
- 2015: Für immer Adaline
- 2015: Lügen haben spitze Zähne
- 2016: Under the Shadow
- 2016: Der unsichtbare Gast
- 2017: Revenge
- 2019: Good Boys
- 2020: Knives Out – Mord ist Familiensache
- 2022: The House
- 2022: Das Seeungeheuer (The Sea Beast)
- 2023: The Last Kingdom: Seven Kings Must Die
- 2023: The Marvels
- 2023: Was will der Lama mit dem Gewehr?

### Videospiele
- 2014: Professor Layton vs. Phoenix Wright: Ace Attorney – Phoenix Wright
- 2018: Legend of Ahssûn (Gothic 2 Mod) – Cortez, Said, Geimar
- 2019: Ring Fit Adventure – Ringo
- seit 2020: Fortnite – John Jones
- 2020: Final Fantasy VII Remake – Sephiroth
- 2023: The Legend of Zelda: Tears of the Kingdom – Rauru
- 2024: Final Fantasy VII Rebirth – Sephiroth